# Шукурян, Артур Кимович
Артур Кимович Шукурян (арм. ) (род. 3 мая 1956, Ереван) ― советский и армянский врач-отоларинголог, хирург, доктор медицинских наук (2001), профессор (2002). Заслуженный врач Республики Армения (2007). Сын Заслуженного деятеля науки Армении Кима Шукуряна, брат академика НАН Армении Самвела Шукуряна. Известен своими операциями по восстановлению слуха. 

## Биография
Родился 3 мая 1956 года. Отец — Ким Гайкович, старший брат — Самвел.
В 1979 году окончил Ереванский государственный медицинский институт.
С 1979 по 1981 годы проходил клиническую ординатуру в Первом Московском государственном медицинском институте. С 1981 по 1984 год учился в аспирантуре Первого Московского государственного медицинского института по специальности «Оториноларингология».
В 1984 году защитил кандидатскую диссертацию на соискание учёной степени кандидата медицинских наук. С 1984 года работает младшим научным сотрудником кафедры отоларингологии Ереванского медицинского института, затем стал старшим научным сотрудником и доцентом.
В 1992 году назначен заведующим ЛОР-отделением Медицинского центра «Эребуни». С 1996 по 2002 год трудился проректором международных связей Ереванского медицинского университета.
В 2000 году защитил докторскую диссертацию на соискание учёной степени доктора медицинских наук, тема диссертации: «Хирургическая реабилитация больных кондуктивной тугоухостью». В 2001 году ему присвоено учёное звание профессора.
В 2003 году стал главным отоларингологом Еревана, через год ― главный отоларинголог Министерства здравоохранения Армении. В 2007 году ему присвоено почётное звание «Заслуженный врач Республики Армения».
Артура Шукурян проводит хирургическое восстановление звукопроводящей тугоухости, клинико-лабораторное исследование пациентов с хроническим воспалением миндалин и операции по восстановлению слуха. Написал более 200 научных статей и одну монографию, член ряда международных медицинских сообществ. Под его научным руководством защищено 16 кандидатских диссертаций.

## Награды и звания
- Премия президента Армении в области здравоохранения (2001)
- Премия “Звание” в области здравоохранения (2003)
- В 2003 году удостоен специального сертификата UCLA в области клинического образования, аудиологического скрининга, ЛОР-хирургии, кохлеарной имплантации.
- Заслуженный врач Республики Армения (2007)
- В 2012 году удостоен сертификата Законодательной Ассамблеи Калифорнии
- Член-корреспондент Национальной Академии Наук Армении (2014)
- Медаль имени Мхитара Гераци (2016)